# Raoul II de Cierrey
Raoul II de Cierrey est un évêque d'Évreux de la première moitié du XIIIe siècle.

## Biographie
Il est issu d'une famille noble des environs d'Évreux, tout comme ses prédécesseurs Guérin de Cierrey (1193-1201) et Raoul de Cierrey (1220-1223).
Chanoine et archidiacre d'Évreux, il est élu évêque d'Évreux en 1236.
Il est ordonné prêtre par Thomas de Fréauville, évêque de Bayeux un samedi 14 septembre et sacré évêque le dimanche qui suit à la cathédrale de Rouen.
Il assiste en 1237 au sacre de Pierre de Colmieu archevêque de Rouen.
Il meurt le 18 janvier 1243.